# Stanisław Małysa
Stanisław Małysa (ur. 20 czerwca 1960 w Strzałkowie) – polski sztangista, olimpijczyk z Seulu 1988.
W trakcie kariery sportowej reprezentował Legię Warszawa. Mistrz Polski w kategorii ciężkiej II (do 110 kg) w latach 1986, 1988 oraz w kategorii superciężkiej (+110 kg) w latach 1991, 1992.
Na igrzyskach w Seulu wystartował w kategorii ciężkiej II zajmując 7. miejsce.